# Emilio Oribe
Emilio Oribe (* 13. April 1893 in Melo; † 24. Mai 1975 in Montevideo) war ein uruguayischer Schriftsteller und Philosoph.

## Leben
Oribe, Sohn Nicolás Oribes und Virginia Coronels, wuchs zunächst in seiner Geburtsstadt auf. Nach einem Umzug nach Montevideo setzte er dort ab 1905 seine schulische Ausbildung fort und schloss diese 1912 mit dem Abitur ab. Es folgte ein Medizinstudium, das er 1919 erfolgreich beendete. Von einem Europaaufenthalt zurückgekehrt, ließ er sich 1925 in San José nieder und gab dort Vorlesungen in Philosophie. Ein Jahr später wurde er zum Professor für Literatur an der Universidad de Mujeres bzw. Philosophie an der "Sección de Enseñanza Secundaria y Preparatoria" ernannt. Ab 1919 erschienen seinerseits zudem diverse Veröffentlichungen. Später folgten weitere Auslandsaufenthalte in den USA (1942 und 1961), England (1949), Mexiko und Kuba (1951) sowie Indien, Griechenland und Türkei (1956). Er war Professor an der Universidad de la República in Montevideo und hatte dort ab 1958 die Position als Dekan der geisteswissenschaftlichen und pädagogischen Fakultät ("Facultad de Humanidades y Ciencias de la Educación") inne. Im selben Jahr war er zudem Vizepräsident des in Buenos Aires abgehaltenen "VI.Congreso de Interamericano de Filosofía". In seinen Werken befasste er sich, vergleichbar etwa mit Carlos Vaz Ferreira und José Enrique Rodó, unter anderem mit den kulturellen Problemen seines Heimatlandes und Lateinamerikas generell. Oribe starb am 24. Mai 1975 im Hospital Maciel an Krebs und wurde auf dem Friedhof von Melo beerdigt.

## Werke
- El halconero astral (1919)
- La colina del pájaro rojo (1925)
- Poética y Plástica (1930)
- Teoría del Nous (1934)
- El pensamiento vivo de Rodó (1945)
- El mito y el logos (1945)
- Trascendencia y platonismo en poesía (1948)
- La intuición estética del tiempo (1951)
- La dinámica del verbo (1953)
- Tres ideales estéticos (1958)

## Auszeichnungen
- Premio Nacional de Literatura del Ministerio de Instrucción Pública (1963)
- Ehrendoktorwürde der Facultad de Humanidades y Ciencias (1964)